# キョーエイ

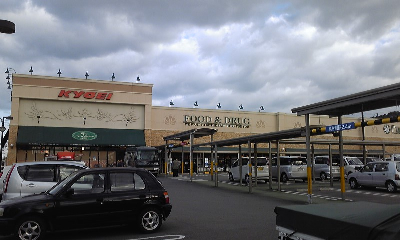
店舗の例（石井店）

株式会社キョーエイ（KYOEI Co., Ltd.）は、徳島県を中心に展開するスーパーマーケット。本部は徳島市川内町加賀須野463番地15にある。オール日本スーパーマーケット協会会員。
2018年11月現在、徳島県と香川県に32店舗あるが、香川県は高松空港近くにある空港店の1店舗のみである。

## 歴史・概要
埴渕一が徳島県那賀郡羽ノ浦町で「京屋呉服店」を創業したのが始まりである。
1949年（昭和24年）に徳島市籠屋町に移転し、1951年（昭和26年）5月4日に「有限会社京屋呉服店」を設立して法人化した。
1958年（昭和33年）7月24日に資本金550万円で「株式会社徳島主婦の店」を設立し、同年8月19日に徳島市中央通り1丁目に後の中央店を開店した。
1966年（昭和41年）2月に徳島市栄町4-10-3に本部を移転した。
1969年（昭和44年）7月に「株式会社サカエヤ」を買収して、サカエヤ跡地には1971年（昭和46年）9月25日に衣料品専門大型店「ファッションセンター京屋」を開店し、同年10月に「有限会社京屋呉服店」を「株式会社京屋」に改組すると同時に商号を変更した。
1976年（昭和51年）6月に「株式会社キョーエイ」に商号を変更し、同年10月3日に松島店を開店して香川県へ進出した。
1979年（昭和54年）10月に家具・家電専門店「京屋リビング」1号店を石井店に隣接して出店した。
1988年（昭和63年）7月にポイントカードの「キョーツーカード」を発行を開始し、1991年（平成3年）にキャッシングサービスを開始した。
1992年（平成4年）2月に衣料品・呉服・家電等の小売り事業をキョーエイ本体に集約し、食品事業部・衣料事業部・住居事業部の3事業部制へ移行した。
これに伴い、ホームセンター「ケイ・ツー」1号店を徳島県石井町に出店した。
また、同年6月には折込チラシを廃止した。
1998年（平成10年）頃から「ファミリーファッション」や「キョーエイドラッグ」、「ダイソー」などへの業態転換を進めた。
2006年（平成18年）4月に家電量販店「K-1」3店舗をデオデオへ譲渡して家電販売事業から撤退した。
2007年には四国の企業として初めてマツモトキヨシとフランチャイズ契約を結んだ。
スーパーマーケット、衣料品店、ホームセンター、ドラッグストアなどを運営する。徳島県内資本ではトップのスーパーマーケットであり、県内一般消費者への浸透度は抜群に高い。

### ポイントカード

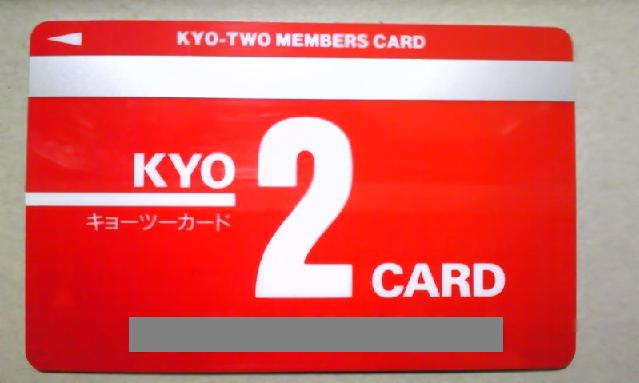
キョーツーカード

独自のポイントカードとして「キョーツーカード」を18歳以上の顧客（高校生を除く）に発行しており、各加盟店で使用することが出来る。かつてはクレジット機能がついており、キャッシングや翌月一括払いといったサービスを利用出来たが、2011年4月30日までにクレジット機能のサービスを終了した。
そのほか、クレジット機能がない18歳未満向けの「キョーツージュニアカード」、ブックオフコーポレーションのフランチャイジーとしてブックオフ店舗を運営していたため「キョーツーブックオフカード」も発行していたが、それぞれ2012年10月をもって取扱いを終了した。

## 沿革
- 1946年（昭和21年）5月 - 徳島県那賀郡にて呉服商[注釈 1]創業[15]。
- 1958年（昭和33年）
  - 7月24日[1] - 埴渕一が資本金550万円で株式会社徳島主婦の店（とくしましゅふのみせ）を設立[16]。
  - 8月19日 - 徳島主婦の店1号店として後の中央店を開店[8]。
- 1976年（昭和51年）6月 - 現商号に変更[15][16]。
- 1986年（昭和61年）
  - 3月 - フォード車販売の自動車ディーラー「オートラマ徳島」を設立[17]。
  - 9月 - 「京屋家電」（家電量販店）を設立[1]。
- 1992年（平成2年）3月 - 「京屋」「京屋家電」他のグループ会社4社の営業部門をキョーエイに移管する[18]。
- 1994年（平成6年） - オートラマ徳島の社名を「株式会社フォード徳島」に変更する。[要出典]
- 2002年（平成14年） - フォード徳島の運営をキョーエイグループから分離。店舗スタッフが立ち上げた別資本の新会社「ニューセンチュリーモータース」へ移管する[19][注釈 2]。
- 2006年（平成18年） - K-1 京屋家電が撤退。[要出典]
- 2007年（平成19年） - 四国の企業として初めてマツモトキヨシとフランチャイズ契約。[要出典]

## 施設

### キョーエイが運営する主なショッピングセンター
| 店舗名   | 画像 | 場所             |
| -------- | ---- | ---------------- |
| タクト   |      | 徳島市南島田町   |
| アピカ   |      | 阿南市西路見町   |
| ルピア   |      | 小松島市小松島町 |
| パルシー |      | 美馬市脇町猪尻   |

### 運営する主な業態
- キョーエイ - スーパーマーケット[20]。
- チャップリン - 靴店[20]。
- ケイ・ツー - ホームセンター[14]。
- ファミリーファッション[広報 2]。
- キョーエイドラッグ[広報 2]。
- ダイソーフランチャイズ店[広報 4]。
- シャトレーゼフランチャイズ店。

### 過去に存在した業態
- 京屋 - 総合衣料店[20]。
- 京屋リビング - 家具・家電専門店[7]。
- 京屋家電 - 家電店[20]。
- ジャンプ - 玩具店[20]。
- アルファ - 紳士服店[20]。
- やっこ寿し - 持ち帰り寿司店。
- ポリバーン - ファミリーレストラン。
- ファンタジーランド - ゲームセンター。

## スーパーマーケット店舗

### 過去に存在した店舗

#### 徳島県
- （初代）末広店（徳島県徳島市末広町4-7-3[21]、1960年（昭和35年）8月1日開店 - 1977年（昭和52年）閉店[21]）
店舗面積240m²[21]。
- （2代目）末広店（徳島県徳島市末広町4-6-50、1977年（昭和52年）開店 - 2017年（平成29年）6月30日閉店）
店舗面積480m²。
- 住吉店（徳島県徳島市住吉6丁目34番地、1980年（昭和55年）開店 - 2022年（令和4年）9月30日閉店）
- 滑北店（徳島県徳島市北前川町3-24[22]、1965年（昭和40年）9月5日開店[21]）
店舗面積205.5m²[22]。
- 佐古店（徳島県徳島市佐古三番丁15-33[22]、1973年（昭和48年）10月10日開店[23]）
3階建て[23]、延べ床面積約6,600m²[23]、店舗面積約3,800m²[23]、駐車台数約150台[23]。
（その後、キョーエイ三ツ合橋店がオープンし、キョーエイ佐古店跡にはハローズ佐古モールがオープンした）[要出典]
- 蔵本店（徳島県徳島市蔵本町2-20[24]、1968年（昭和43年）11月21日開店[24] - 1994年（平成6年）11月閉店[25]）
店舗面積1,800m²[24]。
商店街の核店舗として集客の中心を担っていた店舗だった[25]。
- 新町店（徳島県徳島市東新町1-26[22]、1971年（昭和46年）9月開店[22]）
店舗面積572.6m²[22]。
- 矢三店（徳島県徳島市北矢三[1]、1980年（昭和55年）11月開店[1] - 2013年（平成25年）8月閉店）
店舗面積490m²[1]）
- 津田店（徳島県徳島市津田本町2-1241[22]、1978年（昭和53年）5月開店[22]）
店舗面積200m²[22]。
- 田宮店（徳島県徳島市北田宮3丁目680-2[1]、1987年（昭和62年）8月開店[1]）
店舗面積498m²[1]。
- 黒崎店（徳島県鳴門市撫養町[1]、1984年（昭和59年）7月開店[1]）
店舗面積496m²[1]。
- 鳴門駅前店（徳島県鳴門市撫養町小桑島字前浜23番地、2004年（平成16年）6月開店 - 2025年（令和7年）5月31日閉店）
- 藍住南店（徳島県板野郡藍住町住吉千鳥ケ浜88−4、2014年（平成26年）4月開店 - 2018年（平成30年）1月10日閉店）
- 市場店（徳島県阿波市市場町香美西原11番地、1979年（昭和54年）開店 - 2022年（令和4年）12月11日閉店）
- 共進店（徳島県美馬市脇町字西赤谷45番地、2022年（令和4年）11月20日閉店）

- オートラマ徳島（徳島県徳島市昭和町1-34[26]）

#### 香川県
- 松島店（香川県高松市松島町2-7-9[22]、1976年（昭和51年）10月3日開店[12]）
店舗面積1,105.5m²[22]。
- 木太店（香川県高松市木太町、1983年（昭和58年）開店）
- 三名店（香川県高松市三名町字東原6番1号、1996年（平成8年）開店）
- 仏生山店（香川県高松市）
- 志度店（香川県大川郡志度町志度1883番地5[1]、1982年（昭和57年）9月開店[1] - 2002年（平成14年）閉店）
店舗面積2,548m²[1]。
- 国分寺店（香川県綾歌郡国分寺町国分566-2[1]、1987年（昭和62年）11月開店[1]）
店舗面積600m²[1]。
- 宇多津店（香川県綾歌郡宇多津町大字東分字板橋東314番地1、1996年（平成8年）開店）

### 参考／出店を断念した店舗

#### 兵庫県
- 津名店（兵庫県津名郡津名町志筑新島、1986年（昭和61年）秋開店予定）
津名商業協同組合のショッピングタウン津名（仮称）の核店舗となる予定であった。

#### 徳島県
- 津乃峰店（徳島県阿南市津乃峰町長浜447番地1、2006年（平成18年）8月16日開店予定）

## 関連企業
- サンティー（OA事務機器販売および店舗設計開発）
2018年3月1日付けで、グループ統括会社「京屋」を存続会社として吸収合併し「京屋サンティー」となった。[要出典]
- 徳栄興産
- 寶積運輸